# 王金福
王金福（1973年12月—），男，汉族，河南濮阳人，中华人民共和国政治人物。

## 生平
曾任中共龙岩市委常委、永定区委书记，福建日报社党组副书记、总编辑，2021年10月，转任任福建省文旅厅厅长。2023年1月出任福建省人民政府副省长。